# Tom Hendrikse
Tom Hendrikse (Assen, 11 augustus 1998) is een Nederlandse atleet die zich specialiseert in afstanden tot en met de marathon. Hendrikse is sinds 2019 lid van Team4Mijl.

## Biografie
In zijn jeugd beoefende Hendrikse verschillende sporten, waaronder judo en deed hij aan triatlons. Het hardlopen en fietsen ging hem makkelijk af, alleen met het zwemmen had hij meer moeite. Tijdens zijn triatlontijd begon Hendrikse fanatieker te hardlopen en legde hij zich hier steeds meer op toe. Hij trainde bij de Asser Atletiekvereniging AAC'61. In 2011 heeft hij een derde plaats (eerste Nederlander) behaald tijdens de Warandeloop in Tilburg (jongens C eerstejaars). In 2012 werd hij wederom eerste Nederlander tijdens de Warandeloop (jongens C tweedejaars).
Hendrikse heeft in 2013 een derde plaats behaald bij de jeugd op het Nederlands Kampioenschap Wintertriatlon te Enschede.
In 2017 werd Hendrikse tweede op het NK Indoor Junioren (jongens A) 3000 meter. Tevens werd hij dat jaar derde op het NK Junioren (jongens A) 5000 meter. Op 22 juli 2017 deed Hendrikse mee het het Europees Junioren Kampioenschap onder de 23 jaar in Grosseto. Een jaar later, op 9 december 2018, deed hij mee aan het Europees Kampioenschap Cross (8300 meter) in Tilburg.
In september 2019 is Hendrikse overgestapt naar Team4Mijl waar hij traint onder Eddy Kiemel.
In maart 2021 deed Hendrikse in Dresden een poging om zich te kwalificeren voor de Olympische Marathon. De limiet lag hiervoor op 2:11.30. Hendrikse heeft zijn debuut op de marathon gelopen in een tijd van 2:13.03. In de slotfase van de marathon nekte het koude weer en de harde wind hem, waardoor hij anderhalve minuut boven de limiet heeft gelopen.
Op 29 augustus 2021 eindigde Hendrikse in een tijd van 29.31 zesde in het Nederlands kampioenschap 10 km. Op 24 oktober 2021 was Hendrikse tempomaker voor Roy Hoornweg tijdens de marathon van Rotterdam. Op 12 december 2021 deed Hendrikse mee aan het EK cross in Dublin, hier haalde hij de 41e plek met een tijd van 32.05 (10 km).
Op 15 mei 2022 behaalde hij brons op het Nederlands kampioenschap 10 km en in 2024 brons op het Nederlands kampioenschap marathon.
Op 4 april 2024 liep Hendrikse tijdens de Marathon van Rotterdam en nieuw persoonlijk record van 2:11:07. Hij werd hiermee derde op het Nederlands kampioenschap marathon. Opmerkelijk was dat hij de eerste 15 kilometer als haas fungeerde op een tempo van 3.02 per kilometer. Daarna liep hij verder op eigen tempo.

## Persoonlijke records
Baan
| Afstand  | Prestatie | Datum            | Plaats                |
| -------- | --------- | ---------------- | --------------------- |
| 1500 m   | 3.54,98   | 22 augustus 2020 | De Kloet, Grootebroek |
| 3000 m   | 8.11,44   | 10 juli 2021     | Kortrijk              |
| 5000 m   | 14.02,66  | 29 mei 2021      | Nijmegen              |
| 10.000 m | 29.00,42  | 12 juni 2021     | Leiden                |

Weg
| Afstand        | Prestatie | Datum             | Plaats    |
| -------------- | --------- | ----------------- | --------- |
| 8 km           | 23.19     | 2 februari 2021   | Apeldoorn |
| 10 km          | 28.53     | 12 februari 2023  | Schoorl   |
| 10 Eng. mijl   | 50.47     | 25 september 2022 | Tilburg   |
| halve marathon | 1:03.34   | 24 maart 2024     | Venlo     |
| marathon       | 2:11.07   | 4 april 2024      | Rotterdam |

## Palmares

### 10.000 m
- 2024:  NK - 29.12,06

### 10 km
- 2021: 6e NK - 29.31
- 2022:  NK - 29.56
- 2022: 4e Stadsloop Appingedam - 30.29
- 2023: 6e NK - 28.53
- 2024: 9e NK - 29.18

### 10  Engelse mijl
- 2022: 10e Tilburg Ten Miles - 50.47
- 2023: 17e Dam tot Damloop - 48.37

### Halve marathon
- 2023:  halve marathon van Egmond - 1:08.19
- 2023: 7e NK te Breda - 1:07.01
- 2024:  halve marathon van Egmond - 1:03.58
- 2024: 7e City-Pier-City Loop - 1:03.46
- 2024: 7e Venloop - 1:03.34

### Marathon
- 2024:  NK te Rotterdam - 2:11.07

### Veldlopen
- 2021: 41e EK (10,0 km) - 32.05